# José Árbol y Bonilla
José Árbol y Bonilla (Zacatecas, 5 febbraio 1853 – Città del Messico, 13 maggio 1920) è stato un ingegnere e astronomo messicano.

## Biografia
Figlio di don Francisco Árbol y Bonilla e di Maria de Jesús Carrillo, José frequentò a Zacatecas l'Instituto Literario de García, dove nel 1873 conseguì il titolo di geometra.
In seguito studiò ingegneria civile a Città del Messico, dove divenne il pupillo dell'astronomo Francisco Díaz Covarrubian, che lo introdusse allo studio della meteorologia e gli insegnò ad usare gli strumenti astronomici.
Ritornò a Zacatecas nel 1876 ed entrò a far parte dei professori dell'Instituto de Ciencias. Si dedicò alla progettazione e costruzione della ferrovia Zacatecas-Guadalupe e prese parte alla fondazione dell'Osservatorio meteorologico di Cerro de la Bufa, di cui divenne direttore. L'osservatorio era dotato di un telescopio, con cui Bonilla condusse osservazioni che registrò regolarmente. Si recò negli USA, in Inghilterra, Francia e Belgio con l'obiettivo di acquistare macchinari tessili per l'Hospicio de niños de Guadalupe, apparecchi per la telegrafia e telefonia che furono utilizzati per diverso tempo nella regione di Zacatecas e strumenti scientifici che donò per le cattedre di chimica e fisica dell'Instituto de Ciencias; attualmente questi strumenti fanno parte del Museo Universitario di Scienze dell'Universidad Autónoma de Zacatecas.
Nel 1911 fu nominato rettore della Escuela Nacional de Artes y Oficios a Città del Messico.
Morì nel 1920 a Città del Messico.

## Libri pubblicati
- Cosmografía elemental, Imprenta de Mariano Mariscal, Zacatecas, 1888
- Memorias sobre la agricultura y sus productos en el estado de Zacatecas, Imp. del Hospicio de niňos de Guadalupe, 1889

## Riconoscimenti
- L'Osservatorio Astronomico di Zacatecas, inaugurato nel 1980, è intitolato a José Bonilla
- L'Universidad Autónoma de Zacatecas, erede diretta del vecchio Instituto de Ciencias, ha istituito nel 2007 la Medaglia José Árbol y Bonilla al merito accademico.

## L'osservazione solare del 1883
Il 12 agosto 1883 Bonilla stava osservando a Zacatecas l'attività delle macchie solari e vide passare davanti al Sole parecchi oggetti scuri non identificati; l'astronomo riuscì a scattare parecchie foto del fenomeno.
Le foto di Bonilla vengono spesso citate in ufologia come le prime foto di UFO della storia e vengono interpretate dagli ufologi come veicoli spaziali extraterrestri o come un mistero non risolto.
Dal punto di vista scientifico, gli oggetti osservati da Bonilla sono stati interpretati come insetti, uccelli migratori o polveri provenienti da un'eruzione vulcanica. Nuove ricerche condotte dall'Universitad Nacional Autónoma de México ipotizzano che tali oggetti potrebbero essere stati i frammenti di una cometa.